# Lisa Simpson
Lisa Marie Simpson ist eine Hauptfigur der Zeichentrickserie Die Simpsons und das zweite Kind der gleichnamigen Familie. Im Original wird sie von Yeardley Smith gesprochen, in der deutschsprachigen Version leiht ihr Sabine Bohlmann ihre Stimme. Der Comiczeichner Matt Groening entwarf sie, da er von James L. Brooks den Auftrag hatte, eine Kurzfolgenserie zu kreieren, die auf dem Comicstrip Life in Hell basiert. Groening benannte sie nach seiner jüngeren Schwester Lisa. Nachdem die Kurzserie mehrere Jahre bei der Tracey Ullman Show gelaufen war, wurde am 17. Dezember 1989 die erste Folge der eigenständigen Serie ausgestrahlt.
Lisa ist acht Jahre alt (* um den 2. August 1984; vergleiche die Folge Am Anfang war das Wort, wobei in der Folge Lisa legt los der 9. Mai als Geburtstag in Lisas Kalender markiert ist) und somit das zweite Kind von Homer und Marge, die jüngere Schwester von Bart und die ältere Schwester von Maggie. Sie ist hochintelligent, spielt Baritonsaxophon (in älteren Folgen Tenorsaxophon), wurde im Verlauf der Serie Vegetarierin und konvertierte zum Buddhismus. Des Weiteren ist sie auch politisch interessiert, sie setzt sich beispielsweise für die Menschenrechte in Tibet ein. Neben der Serie selbst erschien Lisa auch in Videospielen, dem Simpsons-Film, dem Simpsons-Ride, Comics und zahlreichen Merchandiseprodukten.
Yeardley Smith sprach zunächst für die Rolle von Bart vor und Nancy Cartwright für Lisa. Da die Produzenten Smiths Stimme für zu hoch für einen Jungen hielten, wurde sie die Stimme von Lisa und Cartwright die Stimme von Bart. In den Kurzfolgen war Lisa eine Art „weiblicher Bart“, später erhielt sie eigene Charakterzüge und wurde als intellektuelle Persönlichkeit dargestellt. Aufgrund ihres ungewöhnlichen Haarschnitts gilt sie als die am schwierigsten zu zeichnende Figur der Serie.
Die Figur Lisa erhielt mehrere Auszeichnungen: Der TV Guide platzierte sie und Bart auf Platz elf in der Liste der „50 größten Cartoonfiguren aller Zeiten“. Auch für Lisas Bemühungen für Umweltschutz gewann die Serie den Genesis Award und den Environmental Media Award. Die US-amerikanische Tierrechtsorganisation PETA nahm Lisa in die Liste der „tierfreundlichsten Fernsehfiguren aller Zeiten“ auf. Ihre Stimme, Yeardley Smith, gewann 1992 einen Primetime Emmy Award für ihre Arbeit. 2000 erhielten Die Simpsons auf dem Hollywood Walk of Fame einen Stern.

## Rolle inDie Simpsons
Die Simpsons benutzen eine Zeitleiste, bei der die Figuren nicht altern, so dass Lisa in allen Folgen acht Jahre alt ist. Die Episoden spielen meist im Jahr ihrer Erstausstrahlung. In Am Anfang war das Wort, die 1992 erschienen ist, wurde ihr Geburtsjahr mit 1984 angegeben. Allerdings hatten Homer und Marge laut Die wilden 90er in den 1990er Jahren noch keine Kinder. Lisa liebt Musik, insbesondere Jazz, und spielt Saxophon. Ihr Idol und Freund ist der Jazzmusiker Zahnfleischbluter Murphy, der ihr Mut macht, als sie depressiv ist.
Im Lauf der Serie ist sie mit mehreren Jungen befreundet, darunter Ralph Wiggum und Nelson Muntz. Milhouse van Houten ist in sie verliebt; Lisa erwidert dies aber nicht. Im Simpsons-Film freundet sie sich mit einem irischen Jungen namens Colin an.
Lisa ist das intellektuellste Mitglied ihrer Familie und steht häufig bei jenen Folgen im Mittelpunkt, die moralische oder philosophische Themenschwerpunkte setzen. Bezogen auf ihre politische Überzeugung ist sie liberal; sie setzt sich beispielsweise für die Freiheit von Tibet ein. Obwohl sie christlich erzogen wurde, entscheidet sie sich in Allein ihr fehlt der Glaube, Buddhistin zu werden, nachdem sie den edlen achtfachen Pfad kennengelernt hat.

## Figur

### Entstehung
Matt Groening kreierte Lisa und ihre Familie, während er auf den Produzenten James L. Brooks wartete. Groening sollte in dessen Auftrag eine Adaption von Life in Hell für die Tracey Ullman Show entwickeln. Da er dazu die Rechte seines Comicstrips hätte abgeben müssen, erfand er stattdessen neue Figuren, die er nach seinen Familienmitgliedern benannte, Lisa Groening hieß zum Beispiel eine seiner jüngeren Schwestern. Am 19. April 1987 wurde die erste Kurzfolge ausgestrahlt. Lisa galt zunächst schlicht als das „mittlere Kind“ mit nur wenig Persönlichkeit.

### Design
Lisa und ihre Familie sind sehr detailarm gezeichnet, da Matt Groening annahm, die Zeichner würden sich um die Details kümmern. Sie übernahmen die Entwürfe jedoch ohne Änderung. Er ging außerdem davon aus, dass die Zeichnungen nur in schwarzweiß verwendet würden, deshalb gab er Lisa in spitzen Zacken abstehende Haare ohne klare Abgrenzungen zu ihrem Kopf.
Um ihren Kopf und Haare zu zeichnen, beginnen die Zeichner mit einem Kreis, in dem sich zwei leicht gekrümmte Linien befinden, die eine horizontal und die andere vertikal. Der Schnittpunkt dieser Linien markiert die Mitte der Augen. Um die Haare hinzuzufügen, wird die vertikale Linie nach oben verlängert, links und rechts dieser Linie werden jeweils drei Haarspitzen gezeichnet. Zwei weitere Spitzen werden auf Lisas Hinterkopf gezeichnet, hierzu wird die horizontale Linie nach links oder rechts verlängert, je nach dem von welcher Seite man den Kopf sieht.

### Stimme

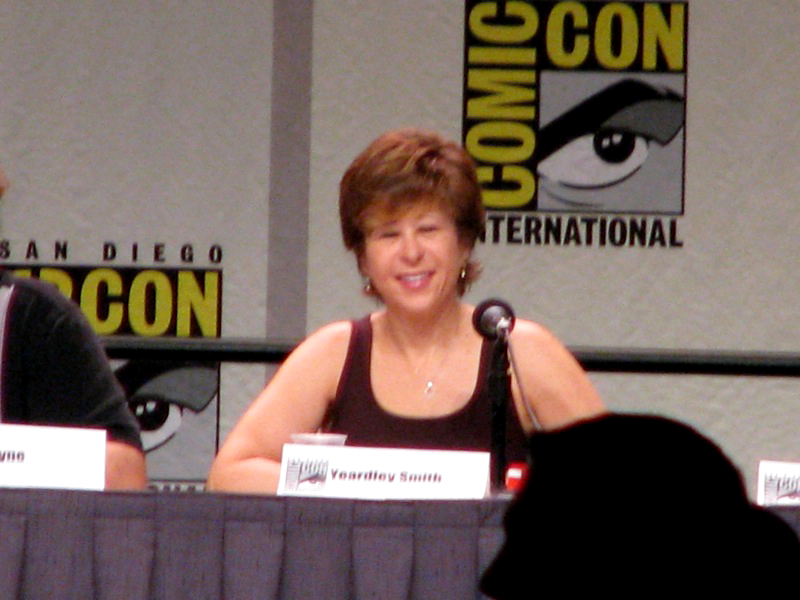
Yeardley Smith bei einer Comic-Convention 2007

Dan Castellaneta und Julie Kavner arbeiteten bereits für die Tracey Ullman Show, sodass sie die Stimmen von Homer und Marge wurden. Für die Rollen von Bart und Lisa wurde hingegen ein Casting veranstaltet. Nancy Cartwright sprach für Lisa vor, mochte jedoch die geringe Persönlichkeit der Figur nicht und übernahm daher Barts Rolle. Regisseur Bonita Pietila lud Yeardley Smith ein, nachdem er sie in dem Stück Living on Salvation Street gesehen hatte. Sie sprach zunächst für Bart vor, aber Pietila war der Meinung, dass ihre Stimme für einen Jungen zu hoch sei, und gab ihr die Rolle von Lisa. Smith arbeitete daraufhin mit den Drehbuchautoren zusammen, um Lisa mehr Persönlichkeit zu verleihen.

“It's a happy fluke. When she was cast back in 1987, I just liked the sound of her voice. She's also a great actress. In general, people who make their living doing voices on cartoons aren't always great for us. Most cartoons want things peppy and cartoony. Yeardley is able to go through moments of great emotion and wring it for all she's worth.”

„Es ist ein glücklicher Zufall. Als sie 1987 die Rolle bekam, mochte ich einfach den Klang ihrer Stimme. Sie ist außerdem eine großartige Schauspielerin. Im Allgemeinen sind Leute, die in ihrem Leben nur Cartoonfiguren ihre Stimme geben, nicht immer gut für uns. Die meisten Cartoons wollen, dass Dinge schwungvoll und cartoonisch sind. Yeardley kann Momente mit großen Emotionen durchmachen und zeigt, was diese wert sind.“

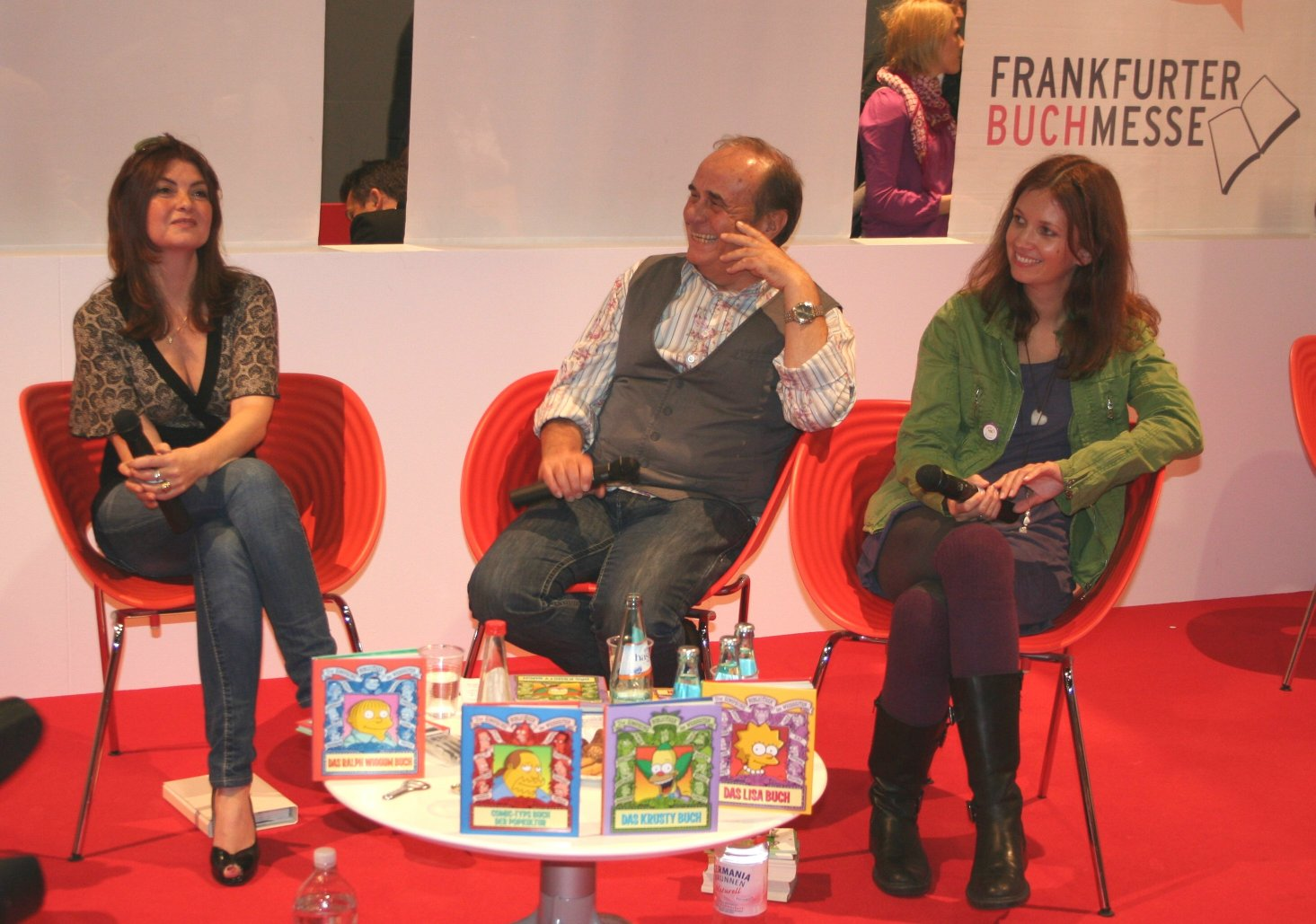
Sabine Bohlmann (rechts) auf der Frankfurter Buchmesse

1992 erhielt Smith einen Primetime Emmy Award für ihre Stimmperformance. Groening entdeckte gewisse Ähnlichkeiten zwischen ihr und Lisa: „Yeardley hat starke moralische Ansichten zu ihrer Figur. Es gibt Zeilen, die für Lisa geschrieben wurden und die Yeardley liest und sagt ‚Nein, das würde ich nicht sagen.’“ Der ehemalige Simpsons-Drehbuchautor Jay Kogen meinte, sie sei in der Lage „sich von Comedy zu etwas wirklich starkem, ernsten und dramatischen zu bewegen.“
Bis 1998 verdiente Smith 30.000$ pro Folge. Nachdem die Hauptdarsteller höhere Löhne gefordert hatten, drohte Fox damit, die Darsteller zu ersetzen. Stattdessen wurden die Lohnstreitigkeiten beigelegt und Smith erhielt für jede Episode 125.000 $. 2004 gab es erneut einen Lohnstreit, diesmal wurden 360.000 $ gefordert. Das Ergebnis war eine Vergütung von 250.000 $ für jede einzelne Folge. Seit 2008 sind es 400.000 $.
In der deutschen Synchronfassung der Serie spricht Sabine Bohlmann in allen Staffeln die Rolle der Lisa Simpson. Sie übernahm auch im Kinofilm Die Simpsons – Der Film die Stimme von Lisa.

### Persönlichkeitsentwicklung
In den Kurzfolgen war Lisa ihrem Bruder Bart noch recht ähnlich, allerdings ohne besondere Eigenschaften. Am Anfang der Serie begann sie sich zu einer intelligenteren und emotionaleren Person zu entwickeln. Ihr Intellekt wird in der Folge Der Clown mit der Biedermaske das erste Mal deutlich. Hier hilft sie Bart, Tingeltangel-Bob zu überführen. Episoden, in denen Lisa im Mittelpunkt steht, behandeln häufig emotionale Themen, wie Lisa bläst Trübsal, in der sie als sehr traurig gezeigt wird.
Im weiteren Verlauf der Serie wird sie dauerhaft Vegetarierin. Sie ist damit die erste Figur einer Primetime-Fernsehserie, welche solch eine Entscheidung trifft. Zuvor war der ausführende Produzent David Mirkin Vegetarier geworden, dessen Erfahrungen mit dem Lebenswandel baute der Drehbuchautor David S. Cohen zum Teil in die Episode ein. Der Gaststar Paul McCartney machte es zu einer Bedingung seines Auftritts, dass der Status quo nicht wie sonst üblich zu Beginn der nächsten Folge wiederhergestellt ist, sondern dass Lisas Veränderung dauerhaft bestehen bleibt. Eine weitere permanente Persönlichkeitsveränderung ist, dass sie zum Buddhismus konvertiert.
Lisa spielt Baritonsaxophon, was in einigen Episoden im Mittelpunkt der Handlung steht. Matt Groening wählte dieses Instrument, da er es amüsant fand, dass ein solches Instrument von einem acht Jahre alten Mädchen gespielt wird. Weil die Zeichner nicht wussten, wie es auszusehen hat, wechseln Form und Farbe von Folge zu Folge. Ein Markenzeichen der Serie ist Lisas Saxophonsolo im Vorspann, bei dem sie jedes Mal eine andere Variation spielt, nachdem sie den Musikraum verlassen muss. Laut dem Komponisten Alf Clausen sind die Soli nicht auf dem Niveau einer Achtjährigen, sondern sie soll als eine erfahrene Spielerin dargestellt werden.

### Persönlichkeit
“[Lisa is] a good soul. I love that she is so compassionate. She is wise beyond her years. She has remarkable optimism, despite the fact that she's disappointed so often.”

„[Lisa ist] eine gute Seele. Ich liebe es, dass sie mitfühlend ist. Sie ist weise über ihr Alter hinaus. Sie hat bemerkenswerten Optimismus, obwohl sie so oft enttäuscht wird.“

Lisa ist hochbegabt und sieht sich deshalb als Außenseiter innerhalb ihrer Familie. Sie zeigt Eigenschaften, welche in Springfield sonst kaum zu sehen sind, darunter Spiritualität und Einsatz für friedlichen Umgang. Ihr Wissen umfasst viele Bereiche, von Astronomie bis zu Medizin, und sie macht sich mehr Sorgen um die Probleme der Welt als um ihr Leben in Springfield. Obwohl ihre Rebellion gegen soziale Normen in der Regel als konstruktiv und heldenhaft dargestellt wird, kann sie manchmal auch selbstgerecht sein. Nachdem Lisa Vegetarierin wurde, führt ihr steigender Sinn für moralische Rechtschaffenheit dazu, dass sie das Barbecue ihres Vaters stört. Später entschuldigt sie sich dafür. Bei einigen Episoden steht ihr Idealismus im Mittelpunkt. In Bart ist mein Superstar möchte sie Mitglied des Footballteams werden, obwohl sie ein Mädchen ist. Als der Trainer ihr sagt, dass es bereits Mädchen im Team gibt, behauptet sie, der Ball sei aus Schweinehaut hergestellt, aber eines der Mädchen erklärt, dass der Ball nicht aus echter Haut ist und dass die Einkünfte an Amnesty International gespendet werden. Daraufhin verlässt Lisa traurig das Spielfeld.
Lisa hat einen Intelligenzquotienten von 159 nach Cattell-Skala (entspricht einem IQ von 139 nach der bei uns üblichen Wechsler-Skala) und wird in der Folge Die Stadt der primitiven Langweiler Mitglied des Springfielder Ortsverbands von Mensa. Als die Schule aufgrund eines Lehrerstreiks geschlossen ist, leidet sie an Entzugserscheinungen, da ihr das Lob der Lehrer fehlt. Daraufhin bittet sie Marge sie zu benoten. Chris Turner schreibt in seinem Buch Planet Simpson, dass diese Eigenschaften Lisa realistischer erscheinen lassen, weil „keine Figur […] Realismus anstreben [kann] ohne ein paar menschliche Fehler.“
Trotz ihres Intellekts zeigt sie auch einige kindliche Eigenschaften, die das Eingreifen eines Erwachsenen erfordern. In Die Kugel der Isis bringt sie Homer dazu, dass er ihr erlaubt allein mit dem Bus zu fahren. Allerdings verirrt sie sich in der Stadt und benötigt die Hilfe ihres Vaters. Laut Turner illustrieren Ereignisse dieser Art, dass „selbst, wenn sie wie eine Professorin Vorträge hält oder einen Protest anzettelt, wird sie nie eine völlig Erwachsene, solange sie in dem Körper eines Kindes gefangen ist.“ In dem Buch Die Simpsons und die Philosophie schreibt Aeon J. Skoble, dass Lisa, obwohl sie eine Intellektuelle ist, trotzdem eine Figur ist, die sich für Kind- und Mädchenaktivitäten interessiert. Sie spielt mit Puppen, liebt Ponys und schaut die Itchy & Scratchy Show. Er schreibt außerdem: „Man könnte argumentieren, dass dies ein typisches Verhalten von Kindern ist, aber seit Lisa in so vielen Fällen nicht einfach als Wunderkind, sondern als außerordentlich weise gezeigt wird, die Vorlieben für Itchy & Scratchy und für Corey seien hier mal hervorgehoben, übernimmt dies größere Signifikanz. Lisa wird als das Vorbild für Logik und Weisheit porträtiert, aber dann verehrt sie Corey, sodass sie ‚nicht besser [als der Rest von uns] ist’.“
Lisa befürchtet zeitweise, dass die Gewohnheiten ihrer Familie auf sie abfärben. In Vertrottelt Lisa? hat sie Angst, dass sie das „Simpson-Gen“ mit der Zeit weniger intelligent werden lässt. Häufig verhält sie sich ablehnend ihrer Familie gegenüber: Ihr missfallen die geringe Fürsorge und clownartige Persönlichkeit ihres Vaters, das stereotypische Bild und die soziale Ungeeignetheit ihrer Mutter und der straffällige und intellektuell anspruchslose Charakter ihres Bruders. Sie befürchtet außerdem, dass Maggie sich wie der Rest der Familie entwickelt. Turner schreibt in Planet Simpson, dass „Lisa beginnt nach Trost für ihren sehnsüchtigen Geist zu streben […], aber die zuverlässigste Wahrheitsquelle, die sie findet, ist die, der sie immer schon vertraut hat: ihre Familie. Es kommt von den anderen Simpsons, dass Lisa Stabilität, eine Bedeutung und Zufriedenheit erhält.“ Ihre Loyalität zu ihrer Familie zeigt sich in der Episode Lisas Hochzeit, in der sie ihre Liebe zu ihnen mit der Abneigung ihres kultivierten Bräutigams in Einklang bringen muss. In Wer ist Mona Simpson? trifft Lisa das erste Mal ihre Großmutter väterlicherseits. Mona ist genau wie sie belesen und kann sich gut artikulieren. Die Autoren benutzten die Figur Mona, um den Ursprung von Lisas Intelligenz zu erklären.

## Rezeption

### Auszeichnungen

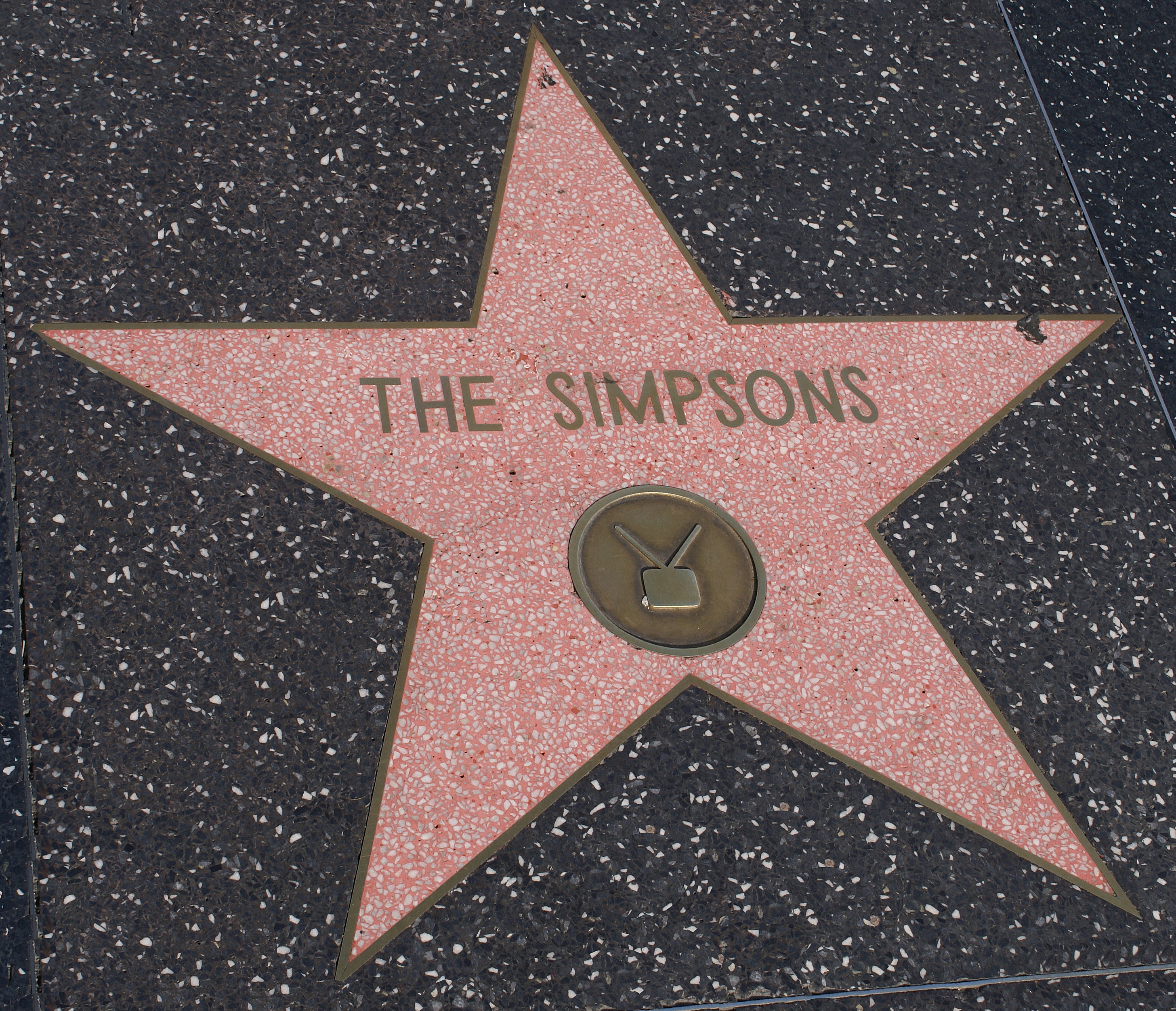
2000 erhielten Lisa und der Rest der Familie Simpson einen Stern auf dem Hollywood Walk of Fame.

Lisa war eine populäre Figur seit Beginn der Serie. Sie und Bart waren auf Platz 11 in der Liste der „Top 50 größten Cartoonfiguren aller Zeiten“, herausgegeben vom TV Guide. Yeardley Smith gewann mehrere Preise für die Rolle von Lisa, darunter 1992 einen Primetime Emmy Award. Außerdem gewannen zahlreiche Folgen Emmy Awards, in denen sie im Mittelpunkt steht. Im Jahre 2000 erhielten sie und der Rest der Familie einen Stern auf dem Hollywood Walk of Fame.
Des Weiteren wurde Lisas Sinn für Umweltschutz mehrfach ausgezeichnet: 2001 erhielt die Figur einen Environmental Media Award. Außerdem gewann die Folge Lisa als Vegetarierin sowohl einen Environment Media Award für die „beste episodische Comedy im Fernsehen“, als auch einen Genesis Award für die „beste Fernsehcomedyserie, anhaltender Einsatz“. Auch weitere Episoden, in denen sich Lisa für Tierrechte einsetzt, haben Genesis Awards gewonnen, darunter 1994 Das Schlangennest, 1995 Bart gewinnt Elefant!, 2007 Corrida de Toro und 2009 Rinderwahn. 2015 wurde ihr der Sonderpreis des Umweltmedienpreises verliehen.

### Kultureller Einfluss
Jonathan Gray, Autor des Buchs Watching the Simpsons, denkt, dass Lisa „möglicherweise die beste und sicherlich die langfristigste feministischste Figur ist, die es im Fernsehen gab. Sie ist das Herz der Show und sie stellt ziemlich oft die Geschlechterpolitik in Frage“. Christopher Blade von der Zeitung The Toledo Blade schrieb: „Gab es jemals eine weibliche Fernsehfigur, die so komplex, intelligent und emotional wie Lisa Simpson ist? Triff sie einmal und sie erscheint eingebildet und, in einem Wort, ein Naseweis. Lern sie kennen und ist so vielseitig wie jeder, den man in der realen Welt je getroffen hat.“
Laut PETA war Lisa eine der ersten vegetarischen Figuren im Hauptprogramm des Fernsehens. Die Tierrechtsorganisation nannte sie 2004 in ihrer Liste der „tierfreundlichsten TV-Figuren aller Zeiten“. Die Umweltschutzwebsite The Daily Green ehrte Lisas Rolle im Simpsons-Film mit einem ihrer „Hearts-of-Green“-Awards, die „diejenigen würdigen, welche geholfen haben Grün in den Mittelpunkt zu rücken.“ Die Site begründete ihre Entscheidung damit, dass „die junge Lisa Simpson eine Generation inspiriert hat ihr Herz in den Ärmeln zu tragen und gebildet und involviert bezüglich globaler Themen zu werden, von Gerechtigkeit zu Feminismus und zur Umwelt.“ Japanische Rundfunksprecher kehrten die Abneigung der Zuschauer der Serie um, indem sie das Marketing der Serie auf Lisa lenkten. Lisas gut gemeinter aber vom Unglück verfolgter Kampf, eine Stimme der Vernunft und eine gute Kraft in ihrer Familie und in der Gesellschaft zu sein, berührte das japanische Publikum. Mario D’Amato, ein Spezialist der Buddhismuskunde am Rollins College in Florida, beschrieb Lisa als „aufgeschlossen, nachdenklich, moralisch und interessiert sich auf verschiedene Weise zu verbessern, während sie weiterhin den kindlichen Unschuldssinn bewahrt. Das sind alles exzellente Qualitäten, die von vielen buddhistischen Traditionen unterstützt werden.“
Die Serie beeinflusste außerdem die englischsprachige Ausdrucksweise. Der geringschätzige Ausdruck „Meh“, den Lisa benutzt und der durch die Serie bekannt wurde, wurde 2008 dem Wörterbuch Collins English Dictionary hinzugefügt. The New York Times veröffentlichte 1996 einen Artikel, nach dem Lisa Kinder, insbesondere junge Mädchen, inspiriert hat, Saxophon zu lernen.

### Merchandising
Lisa kam in vielen Simpsons-Publikationen, Spielzeugen und anderen Marketingprodukten vor. Das Lisa Buch von Matt Groening aus dem Jahre 2006 beschreibt ihre Persönlichkeit und Eigenschaften. Weitere Produkte sind unter anderem Puppen, Poster, T-Shirts und Boxershorts. Sie kam außerdem in der Werbung vor, darunter für Domino’s Pizza, C. C. Lemon, Kentucky Fried Chicken, Ramada Worldwide, Ritz Crackers, Subway und Butterfinger.
Am 9. April 2009 stellte der United States Postal Service zum 20. Geburtstag der Simpsons einen fünfteiligen Briefmarkensatz mit Porträts der Familie vor. Die Simpsons waren damit die erste Fernsehserie, der diese Ehre zuteilwurde, noch während sie produziert wurde. Die von Matt Groening gestalteten Marken wurden ab Mai 2009 verkauft.
Lisa erschien neben der Fernsehserie auch in den Simpsons Comics. Die Comics zeigen die naivere Inkarnation von ihr aus den ersten Staffeln. Eine Rolle spielt sie außerdem im Simpsons Ride, der 2008 in den Universal Studios Florida und Hollywood eröffnet wurde.